# An XII
XVIIIe siècle |
XIXe siècle  |
XXe siècle
Années 1780 | Années 1790 | Ère républicaine | Années 1800 | Années 1810
an I | an II | an III | an IV | an V | an VI | an VII | an VIII | an IX | an X | an XI | an XII | an XIII | an XIV | 1806
L'an XII du calendrier républicain, correspond aux années 1803 et 1804 du calendrier grégorien. Cette année a commencé le 24 septembre 1803 et s'est terminée le 22 septembre 1804.

## Événements
- 29 ventôse (20 mars 1804) : exécution du duc d'Enghien.
- 30 ventôse (21 mars) : promulgation du Code civil français.
- 28 floréal (18 mai) : senatus-consulte proclamant Napoléon Bonaparte Empereur des Français. Début du Premier Empire (fin en 1814).
- 29 floréal (19 mai) : promotion de maréchaux d'Empire.
- 25 prairial (14 juin) : promotion de la Légion d'honneur.

## Concordance
| 1 Vendémiaire  | 24 septembre |
| 7 Vendémiaire  | 30 septembre |
| 8 Vendémiaire  | 1er octobre  |
| 30 Vendémiaire | 23 octobre   |
| 1 Brumaire     | 24 octobre   |
| 8 Brumaire     | 31 octobre   |
| 9 Brumaire     | 1er novembre |
| 30 Brumaire    | 22 novembre  |
| 1 Frimaire     | 23 novembre  |
| 8 Frimaire     | 30 novembre  |
| 9 Frimaire     | 1er décembre |
| 30 Frimaire    | 22 décembre  |
| 1 Nivôse       | 23 décembre  |
| 9 Nivôse       | 31 décembre  |

| 10 Nivôse   | 1er janvier |
| 30 Nivôse   | 21 janvier  |
| 1 Pluviôse  | 22 janvier  |
| 10 Pluviôse | 31 janvier  |
| 11 Pluviôse | 1er février |
| 30 Pluviôse | 20 février  |
| 1 Ventôse   | 21 février  |
| 9 Ventôse   | 29 février  |
| 10 Ventôse  | 1er mars    |
| 30 Ventôse  | 21 mars     |
| 1 Germinal  | 22 mars     |
| 10 Germinal | 31 mars     |
| 11 Germinal | 1er avril   |
| 30 Germinal | 20 avril    |

| 1 Floréal    | 21 avril    |
| 10 Floréal   | 30 avril    |
| 11 Floréal   | 1er mai     |
| 30 Floréal   | 20 mai      |
| 1 Prairial   | 21 mai      |
| 11 Prairial  | 31 mai      |
| 12 Prairial  | 1er juin    |
| 30 prairial  | 19 juin     |
| 1 Messidor   | 20 juin     |
| 11 Messidor  | 30 juin     |
| 12 Messidor  | 1er juillet |
| 30 Messidor  | 19 juillet  |
| 1 Thermidor  | 20 juillet  |
| 12 Thermidor | 31 juillet  |

| 13 Thermidor | 1er août      |
| 30 Thermidor | 18 août       |
| 1 Fructidor  | 19 août       |
| 13 Fructidor | 31 août       |
| 14 Fructidor | 1er septembre |
| 30 Fructidor | 17 septembre  |

| de la vertu     | 18 septembre |
| du génie        | 19 septembre |
| du travail      | 20 septembre |
| de l'opinion    | 21 septembre |
| des récompenses | 22 septembre |

XVIIIe siècle |
XIXe siècle |
XXe siècle
Années 1780 | Années 1790 | Ère républicaine | Années 1800 | Années 1810
an VII | an VIII | an IX | an X | an XI | an XII | an XIII | an XIV | 1806 | 1807 | 1808